# Apaloderma
Az Apaloderma a madarak osztályán belül a trogonalakúak (Trogoniformes) rendjébe és a trogonfélék (Trogonidae) családjába tartozó nem.

## Rendszerezés
A nemet William John Swainson írta le 1833-ban, jelenleg az alábbi 3 faj tartozik ide:
- szalagosfarkú trogon (Apaloderma vittatum)
- kantáros trogon (Apaloderma narina)
- Apaloderma aequatoriale

## Előfordulásuk
Afrika területén honosak.